# 한밤의 음악여행
한밤의 음악여행 성우진입니다는 경인방송에서 매일 밤 10시부터 밤 12시까지 방송되었던 음악 프로그램이다. 2024년 5월 26일 자로 10년만에 폐지되었다.

## 개요
팝칼럼니스트/음악평론가 성우진이 직접 고르고 설명해 주는, 이 세상에 존재하는 모든 장르 다양한 음악들의 개성.
그야말로 음악 본연의 매력에 한껏 빠져볼 수 있도록, 진지한 음악 감상과 이해가 함께 어우러지는 시간으로 꾸며집니다.

## 코너 소개

### 요일 코너
- 월 : Nightunes
- 수 : Nightstage
- 금 : Night Albums
- 일 : Pop-K Night